# Островче
О́стровче (болг. Островче) — село в Разградській області Болгарії. Входить до складу общини Разград.

## Населення
За даними перепису населення 2011 року у селі проживали 97 осіб, з них 96 осіб (99,0%) — болгари.
Розподіл населення за віком у 2011 році:
Динаміка населення: